# Aliabad-e Schahid
Aliabad-e Shahid (persisch علی‌آباد شهید, DMG ʿAlī-Ābād-i Šahīd) ist ein Dorf im Landkreis Darbqazi, im Zentralen Kreis vom Verwaltungsbezirk Nischapur, Razavi-Chorasan, Iran. Bei der Volkszählung im Jahr 2006 lebten in Aliabad-e Shahid 145 Einwohner (davon 68 männlich und 77 weiblich), die sich auf 45 Familien aufteilten.